# Leptoxena eximia
Leptoxena eximia es una especie de insecto coleóptero de la familia Chrysomelidae.

## Distribución geográfica
Habita en Andaman (India).